# Street Hassle (песня)
«Street Hassle» (с англ. — «Уличная морока») — песня американского музыканта Лу Рида, вошедшая в его одноимённый студийный альбом 1978 года. Имеющая продолжительность 10 минут и 53 секунды, композиция поделена на три части, каждая из которых рассказывает о жизнях разных ньюйоркцев.
Первая часть песни, «Waltzing Matilda» (с англ. — «Вальсирующая Матильда»), рассказывает о женщине, оплачивающей услуги проститута. Вторая часть, «Street Hassle», является монологом наркодилера о смерти женщины, тогда как третья «Slipaway» (с англ. — «Ускользая»), — монолог самого Рида о любви, записанный при участии музыканта Брюса Спрингстина.

## Запись
Рид встретил Брюса Спрингстина в октябре 1977 года, на студии Record Plant в Нью-Йорке, где оба работали над своими пластинками: Рид записывал альбом Street Hassle, а Спрингстин — Darkness on the Edge of Town. Рид посчитал, что из его уст реплики покажутся смешными, после чего работавший с ним инженер предложил кандидатуру Спрингстина.
Сам Рид вспоминал:
|  | Брюс Спрингстин сводил музыку в студии под нами, и я подумал: «Какая удача». Люди ожидают, что я буду плохо говорить о нём из-за того, что он из Нью-Джерси, но я считаю, что он великолепен. Он так хорошо справился со своей частью, что мне пришлось припрятать его в процессе сведения. Я знал, что Брюс отнесётся к той декламации серьёзно, поскольку он сам, понимаете, с улицы. |

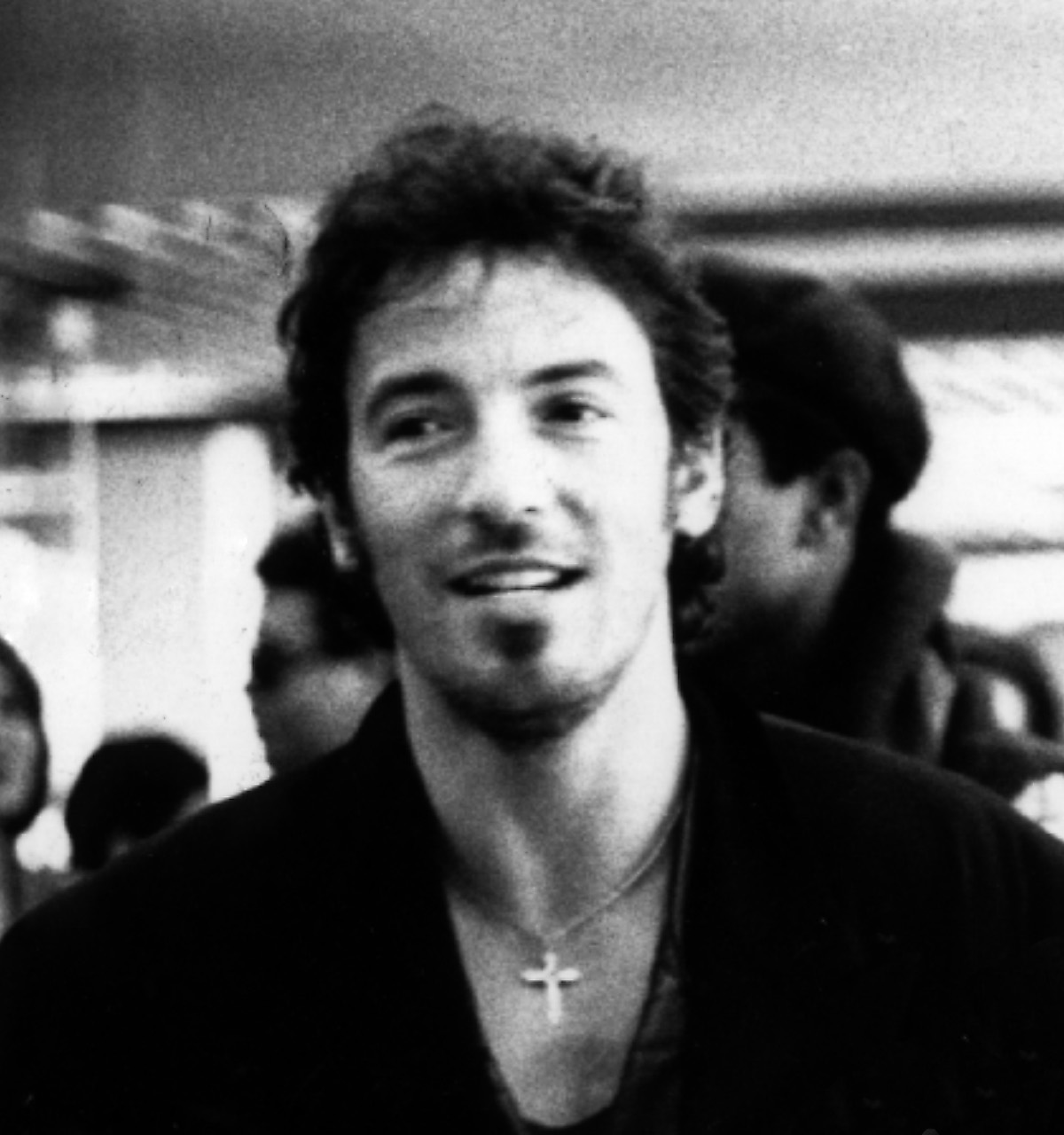
Брюс Спрингстин принял участие в записи песни, однако остался неупомянутым как её участник из-за юридических проблем.

Рид написал строки «There are tramps like us / Who were born to pay», ссылаясь к песне Спрингстина «Born to Run», однако ещё до того, как тот был привлечён к записи. Спрингстин, на момент записи композиции находившийся в юридических разбирательствах со своим бывшим менеджером Майком Аппелем, не был указан как её участник, поскольку не имел возможности записывать музыку под собственным именем.

## Темы и содержание
По словам Рида, «[он] хотел написать рок-песню с сильным монологом. Что-то вроде того, что могло выйти у Уильяма С. Берроуза, Хьюберта Селби-мл., Джона Речи, Теннесси Уильямса, Нельсона Олгрена, и, возможно, Рэймонда Чендлера. Смешиваете всё вместе и получаете „Street Hassle“».
Первая часть композиции, «Waltzing Matilda», отсылается к одноимённой австралийской фолк-песне, по сюжету которой бродяга, укравший овцу, принимает решение утопиться, не желая быть арестованным полицией.
Вдохновением второй части песни, «Street Hassle», стала реальная история, о чём в биографии Рида рассказывал писатель Энтони Декёртис:
|  | Лу опирается на историю парня, часто проводившего время неподалёку от Фабрики, и которого нашли мёртвым на улице. Он был сбит машиной — таковая официальная версия. Неофициальная версия заключается в том, что он умер от передозировки героином в чей-то квартире, после чего его вытащили на улицу и оставили у доков, будто он скончался в результате несчастного случая. [В следующем куплете] Лу превращает мужского персонажа в женского, рассказывая о парне, ведущим вечеринки, который убеждает гостей помочь избавиться от тела этой девушки, вынеся её из его квартиры. |

Позволь мне кое-что предложить. Возьмём парня, который исполняет вторую часть «Street Hassle» <…> Возможно, покажется, что это немного жестоко, но это тот же человек, который поёт о потере любви. Он уже потерял свою единственную. Он понимает свои чувства, он просто пытается справиться с ситуацией. И кто бы мог понять это лучше, чем парень, который потерял кого-то в естественном значении слова? Об этом и все мои песни: всё взаимно однозначно. Я просто разрешаю людям подслушивать. Как в конце «Street Hassle»: «Любовь ушла. / Забрала кольца с моих пальцев. / Больше нечего сказать. / Но как я по нему скучаю».

Этот человек действительно существует. Он действительно снял кольца с моих пальцев, и я действительно по нему скучаю. В той песне не гетеросексуальные проблемы. Я не придаю этому особого значения, но когда я упоминаю местоимение, его гендер крайне важен. У гомосексуальных людей такое просто так не выскользнет. <…> Это важно для меня. Я один из них, и я здесь, — такой же, как и все остальные. <…>
Третья и финальная часть, «Slipaway», была вдохновлена расставанием Рида и его партнёрши, транс-женщины Рэйчел Хамфрис, отношениями с которой был также вдохновлён его альбом Coney Island Baby. Журналист Микал Гилмор описывает Хафрис как raison d'être (с фр. — «смысл существования») альбома Street Hassle. Декёртис же в биографии Рида отмечает, что интервью с Rolling Stone является одним из последних, где тот публично упоминает о собственной гомосексуальности. Декёртис также называет песню «Street Hassle» «прощанием [Рида] и с персоной, и с личностью».

## Принятие
Продюсер Клайв Дэвис, по словам Рида, «потерял терпение», услышав начало второй части песни. Дэвис, однако, этого не припоминает, и утверждает, что наоборот воодушевил Рида на увеличение её длительности. Сам альбом не имел коммерческого успеха, однако был хорошо встречен критиками; композиция «Street Hassle», в свою очередь, нередко признаётся одной из лучших песен в творчестве Рида.

## В популярной культуре
Укороченная кавер-версия композиции вошла в альбом Sparkle in the Rain (1984) группы Simple Minds. Оригинальная версия Рида была включена в альбом-саундтрек к фильму «Кальмар и кит» (2005) режиссёра Ноа Баумбаха.